# Trinh nữ tử đạo
Trong sách ghi chép về các vị tử đạo Kitô giáo vào cuối thế kỷ 1 đến đầu thế kỷ 4, các trinh nữ tử đạo là các trinh nữ của Kitô giáo, thường bị ngược đãi vì từ chối các cuộc hôn nhân của họ sau khi đã thề sẽ giữ trinh tiết của mình cho Chúa, và không chỉ vì lí do này, họ còn bị ngược đãi bởi những lí do, nguyên nhân khác nhau. 

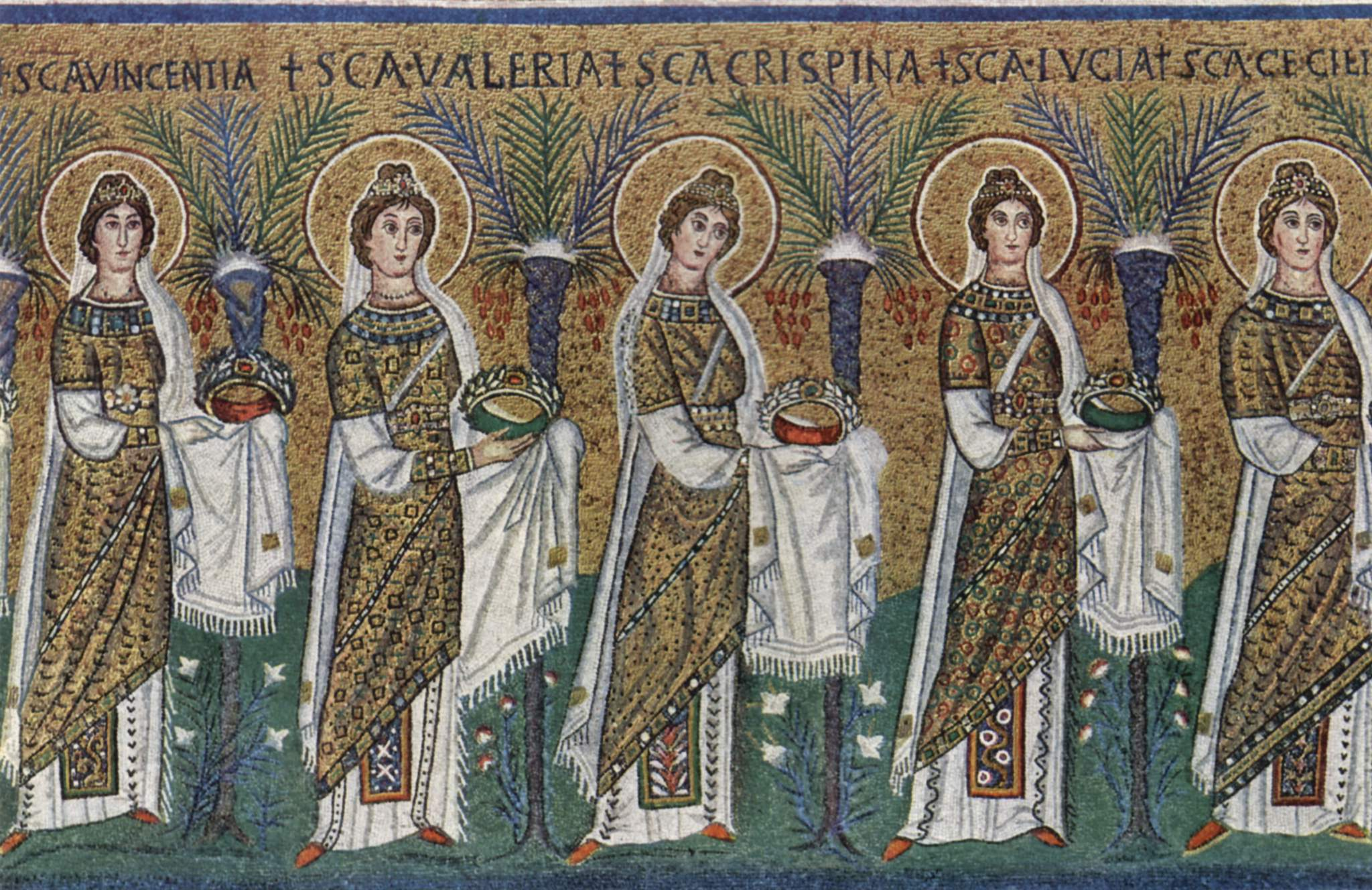
Các trinh nữ mang cành cọ và vòng hoa như là vương miện của các trinh nữ (Vương cung thánh đường Sant'Apollinare Nuovo, thế kỷ 6)

## Danh sách các trinh nữ tử đạo
- Thecla thành Iconium[1]
- Felicula và Petronilla thành Rome
- Cecilia thành Rome
- Pudentiana thành Rome
- Marina thành Aguas Santas
- Venera thành Rome
- Glyceria thành Heraclea
- Blandina thành Lugdunum
- Agatha thành Sicily
- Gundenis thành Carthage
- Martina thành Rome
- Tatiana thành Rome
- Avoye thành Sicily
- Euthalia thành Sicily
- Albina thành Caesarea
- Regina thành Autun
- Rufina và Secunda thành Rome
- Eugenia thành Rome
- Barbara thành Nicomedia
- Denise thành Lampsacus
- Christina thành Bolsena
- Vibiana
- Apollonia thành Alexandria
- Agrippina thành Mineo
- Pelagia thành Antioch
- Margaret thành Antioch
- Theodosia thành Tyre
- Demiana và 40 trinh nữ

Thánh Euphemia với vương miện của một trinh nữ, cùng với một bông hoa huệ trắng và cành cọ (Andrea Mantegna, 1454)

- Menodora, Metrodora, và Nymphodora
- Pelagia thành Tarsus
- Faith thành Conques
- Kyriaki thành Nicomedia
- Aquilina thành Byblos
- Susanna thành Rome
- Eulalia thành Barcelona
- Engratia thành Zaragoza
- Euphemia thành Chalcedon
- Devota thành Corsica
- Rais thành Tamman
- Marciana thành Mauretania
- Agnes thành Rome
- Emerentiana thành Rome
- Anastasia thành Sirmium
- Charitina thành Amisus
- Febronia thành Nisibis
- Justina thành Padua
- Lucia thành Syracuse
- Agape, Chionia, và Irene thành Thessalonica
- Philomena thành Rome
- Eulalia thành Mérida
- Juliana thành Nicomedia
- Afra thành Augsburg
- Anysia thành Salonika
- Victoria thành Albitina
- Faith, Hope và Charity thành Rome
- Theodora thành Alexandria
- Catherine thành Alexandria
- Vasilissa thành Nicomedia
- Dorothea thành Caesarea
- Fausta thành Cyzicus
- Bibiana thành Rome
- Ursula và các bạn tử đạo
- Quiteria
- Noyale thành Brittany
- Ia thành Cornwall
- Arilda thành Oldbury
- Julia thành Corsica
- Olivia thành Palermo
- Eluned thành Brecon
- Juthwara thành Dorset
- Nympha thành Palermo
- Columba thành Cornwall
- Dymphna thành Geel
- Irene thành Tomar
- Winifred thành Gwytherin
- Sidwell thành Devon
- Belina thành Troyes
- Margaret thành Louvain
- Markella thành Chios
- Joan thành Arc
- Helen thành Sinope
- Kyranna thành Thessaloniki
- Maria Goretti